# Viktor Goussev
Pour les articles homonymes, voir Goussev.
Victor Mikhaïlovitch Goussev (Ви́ктор Миха́йлович Гу́сев) né le 30 janvier 1909 à Moscou et mort le 23 janvier 1944 à Moscou, est un poète russe et soviétique, également traducteur, dramaturge et scénariste. Il est deux fois lauréat du prix Staline de deuxième classe, en 1942 et en 1946 post mortem.

## Biographie
Goussev naît à Moscou dans la famille d'un fonctionnaire. Il étudie le théâtre en 1925-1926 à Moscou, au théâtre de la Révolution, puis en 1926-1929 aux cours supérieurs de littérature Brioussov réorganisés en faculté de lettres rattachée au MGOu qu'il termine en 1931. Il commence à publier des vers dès  1927 et se tourne vers le théâtre en 1935. Son premier livre de poésie paraît en 1929, «Поход вещей» (Le Cours des choses), critiquant Maïakovski pour son « romantisme de pacotille ». Ce dernier, en dépit de cette mésentente,  souligne l'enthousiasme révolutionnaire de Goussev que l'on retrouve totalement dans ses derniers recueils, comme «Герои едут в колхоз» (Les Héros vont au kolkhoze, 1931) ; «Слово бригадира» (La Parole du brigadier, 1932) ; «Современники» (Les Contemporains, 1933), «Гений» (Le Génie, 1933) ; «Сыновья диктатуры» (Les Fils de la dictature, 1937) ; le poème «Стих» (Le Vers, 1942) et surtout la fameuse chanson connue de tous les russophones «Полюшко-поле» (Plaine, ma plaine, 1934), ainsi que La Marche des artilleurs, etc. Ses poèmes sont publiés dès 1927, année où il devient membre de la Société moscovite des compositeurs et écrivains dramaturges et de l'Union de production des jeunes dramaturges. Il se rapproche du journal La Blouse bleue, écrit les scénarios de films populaires de l'époque. Il fait partie du courant politisé des dramaturges soviétiques de la première heure qui rendent accessibles aux masses les grands thèmes du moment. À la fin des années 1920, il écrit deux comédies, «Американский житель» (Un habitant américain) et «Закрытие Америки» (La Fermeture de l'Amérique, en collaboration). Il fait partie des écrivains qui sont appelés à chanter les louanges des grandes réalisations du plan quinquénal après s'être rendus sur place (chantier de Novokouznetsk et de ses usines métallurgiques, Ouralmach, etc.), et il est frappé par l'énergie incroyable qui se dégage des travailleurs du plan quinquénal. En 1935, il écrit une pièce de théâtre qui remporte un immense succès «Слава» (La Gloire) et qui est jouée dans presque tous les théâtres et par les troupes de toute l'Union soviétique, alors qu'il fallait poser la question de la nouvelle morale socialiste, de l'héroïsme et du devoir envers la patrie. Ensuite Goussev fait paraître «Дружба» (L'Amitié, 1938), «Сын Рыбакова» (Le Fils de Rybakov, 1940), «Москвичка» (La Moscovite), «Твоя песня» (Ta Chanson, toutes les deux de 1942), le drame symbolique «Сыновья трех рек» (Les Fils des trois rivières, 1944), œuvres dans lesquelles Goussev laisse apparaître sa veine artistique et sa capacité d'élaborer un thème ardu, tout en étant plaisant ; il livre, parfois même sur le ton de l'opérette, des récits qu'il rend pleins d'entrain, alors qu'ils traitent de sujets sociaux et didactiques plutôt sérieux, et n'hésite pas à donner un côté romantique à tous les aspects de la vie et aux mœurs de l'époque. Il éprouve une sympathie non dissimulée pour les travailleurs honnêtes et droits et un grand mépris pour les profiteurs et les petits fonctionnaires véreux, dans des œuvres qui  s'inscrivent dans la continuité de la tradition révolutionnaire («Сын Рыбакова», Le Fils de Rybakov). Les chefs-d'œuvre véritables de Goussev dans cette veine se retrouvent dans des comédies lyriques destinées à la jeunesse, comme «Весна в Москве» (Le Printemps à Moscou, 1941; film homonyme du réalisateur Iossif Heifitz, en collaboration avec Nadejda Kocheverova, 1953) et «Свинарка и пастух» (La Porchère et le Berger, film homonyme d'Ivan Pyriev) composé au début de la guerre au second semestre 1941, ainsi que le scénario du film «В шесть часов вечера после войны» (Six heures du soir après la guerre, film réalisé par Pyriev en 1944). À partir de la fin du mois de juin 1941 (dès le début de l'invasion de l'URSS par l'armée allemande), Goussev, qui dirige le département de littérature du comité de la radio pansoviétique, écrit pour la radio des pièces, des reportages, des œuvres dramatiques et des vers patriotiques (La Sœur, 1941 ; La Mère et le Fils, 1942, etc.). Il laisse aussi des traductions en russe de Koupala, d'Ouïgoun, d'Aïbek, de Mollanepes, de Lahouti, et d'autres poètes.  
Il atteint la popularité grâce aux texte de ses chansons ; surtout Plaine, ma plaine (1934) sur une mélodie de Knipper (1933) qui devient célèbre dès son interprétation par les chœurs de l'Armée rouge. Il soutient le régime stalinien.
Il meurt d'une crise d'hypertension, le 23 janvier 1944 à Moscou. Il est enterré au cimetière de Novodievitchi.

## Hommages
- Prix Staline de deuxième classe (1942, 1946)
- Ordre de l'Insigne d'honneur (1939)
- Une rue de son nom est baptisée à Vnoukovo

## Œuvre

### Livres de poésie
- «Поход вещей» (Le Cours des choses). 1929
- «Герои едут в колхоз» (Les Héros vont au kolkhoze), 1931
- «Слово бригадира» (La Parole du brigadier), 1932
- «Современники» (Les Contemporains), 1933
- «Сыновья диктатуры» (Les Fils de la dictature), 1937

### Poèmes
- «Гений» (Le Génie) (1932)
- «Лётчик» ('L'Aviateur) (1939, inachevé)
- «Львовская тетрадь» (Le Cahier de Lvov) (1939)

### Textes de chansons pour le cinéma
- 1935 — Аэроград, Aérograd
- 1936 — Ударом на удар, Coup pour coup
- 1937 — Неустрашимые; Как будет голосовать избиратель Les Intrépides ; Comment l'électeur va-t-il voter
- 1939 — Трактористы Les Tractoristes ; Слушай, говорит Москва Ici parle Moscou
- 1941 — Дочь моряка, La Fille du marin
- 1941 — Свинарка и пастух (Песня о Москве), La Porchère et le Berger (Chanson sur Moscou)
- 1942 — Александр Пархоменко, Alexandre Parkhomenko
- 1942 — Железный ангел, L'Ange de fer

### Pièces de théâtre
- «Слава», La Gloire (1936)
- «Дружба», L'Amitié (1938)
- «Весна в Москве», Le Printemps à Moscou (1941)
- «Москвичка», La Moscovite (1942)
- «Твоя песня», Ta chanson (1942)
- «Сыновья трех рек», Les Fils des trois rivières (1944)
- «Сын Рыбакова»  Le Fils de Rybakov (créée en 1953, publiée en 1955 ; adaptée par Viktor Vinnikov)

### Filmographie
- 1931 — Рядом с нами, À côté de nous (en collaboration avec Mikhaïl Romm)
- 1932 — Моряки защищают Родину, Les Marins défendent la patrie
- 1933 — Конвейер смерти, Le Convoyeur de la mort (en collaboration avec Mikhaïl Romm et Ivan Pyriev)
- 1935 — Глюкауф, Glückauf
- 1941 — Свинарка и пастух, La Porchère et le Berger
- 1944 — В 6 часов вечера после войны, Six heures du soir après la guerre
- 1953 — Весна в Москве, Le Printemps à Moscou
- 1961 — Иван Рыбаков, Ivan Ribakov

## Famille
Il a eu un fils, le savant microbiologiste Mikhaïl Goussev (1934-2005).